# ستة بنسات (عملة أيرلندية)
عملة RALE عبارة عن قسم فرعي من الجنيه الأيرلندي ما قبل العشري، بقيمة أو الاسم الأيرلندي réal مشتق من [[الريال الإسباني|real الإسباني]]؛ ففي معظم القرن التاسع عشر، كان الجنيه الإسترليني يساوي خمسة دولارات أمريكية، وكان الدولار يساوي ثمانية reales، بحيث يكون real كان مساوياً لـ التهجئة المختلفة reul أُستخدم في قانون العملات لعام 1926، وظهر على العملات نفسها حتى بعد أن أنشأ إصلاح التهجئة عام 1947 réal كمعيار.
سُكّت العملة في الأصل من النيكل، مثل عملة الثلاثة بنسات، وكانت متينة للغاية. استُبدل المعدن إلى النيكل النحاسي عام ١٩٤٢ مع ارتفاع قيمة النيكل؛ هذه العملة، التي تتكون من ٧٥٪ نحاس و٢٥٪ نيكل، لم تكن متينة بنفس القدر. كان قياس العملة 0.825 بوصة (21.0 مـم) في القطر ووزنها 4.53593 جرام.
سُكت خمس عملات معدنية مبكرة تحمل تصميمًا من قبل Publio Morbiducci، والتي تصور رأس Wolfhound وهو ينظر إلى الخلف؛ هذه العملات المعدنية قيمة للغاية، تقدر قيمتها بعدة آلاف من اليورو- تظل في أيدي هواة الجمع ولم تُطلق للتداول أبدًا.
كان التصميم العام للعملة من قبل الفنان الإنجليزي بيرسي ميتكالف. وقد أُختيرت تصميماته من قبل لجنة من بين تلك التي قدمها عدد من النحاتين الذين تمت دعوتهم لإنشاء تصميمات لعملة الدولة الأيرلندية الحرة الجديدة. كان موجز تصميم الستة بنسات هو أن يظهر كلب الصيد الأيرلندي. تميز الوجه بالقيثارة الأيرلندية. من عام 1928 إلى عام 1937، قُسم التاريخ على جانبي القيثارة مع اسم Saorstát Éireann يدور حولها. من عام 1938 إلى عام 1969، تغير النقش إلى Éire على يسار القيثارة والتاريخ على اليمين. وقد اقترح البعض أن الكلب المصور هو Master McGrath، وهو كلب صيد سلوقي شهير نشأ في مقاطعة وترفورد. على الرغم من أن إفريز السيد ماكجراث على نصب السيد ماكجراث التذكاري في واترفورد، وهو النصب التذكاري العام الوحيد في أيرلندا للكلاب السلوقية، يحمل بعض التشابه مع تصميم ميتكالف، فلا يوجد دليل يشير إلى أن الحيوان الموجود على العملة هو أي شيء آخر غير كلب السلوقي، حيث أن الكلاب السلوقية ليست أصلية في أيرلندا.
وكان من المتوقع أن تُتداول هذه العملة إلى جانب العملات العشرية الجديدة بقيمة جديد كما هو الحال في المملكة المتحدة. وانطلاقًا من هذا المبدأ، واصل البنك المركزي الأيرلندي سكّ هذه العملة، وكان آخر تاريخ لها عام ١٩٦٩، مع سكّ عملات عشرية. إلا أنه في نهاية المطاف، سُحبت هذه العملة، ولم تُصبح عملة عشرية؛ وهي لا تزال آخر عملة ما قبل عشرية تُسحب من التداول. في عام ١٩٩٠، أُعلن عن إعادة تصميم البنس العشري ليشمل تصميم كلب الصيد، ولكن تُخلى عن هذه الخطة في مواجهة التبني الوشيك لليورو.

## روابط خارجية
- قانون سك العملة، 1926
- أمر سك العملات (الأبعاد والتصاميم)، 1928
- أمر سك العملة (الاتصال)، 1971
- موقع العملات الأيرلندية - كتالوج - ستة بنسات